# Rue Jean-Gilles
La rue Jean-Gilles (en occitan : carrièra Joan Gil) est une voie de Toulouse, chef-lieu de la région Occitanie, dans le Midi de la France.

## Situation et accès

### Description
La rue Jean-Gilles est une voie publique. Elle se trouve au cœur du quartier de Reynerie, dans le secteur 6 - Ouest.
Elle naît perpendiculairement à la rue Daniel-Faucher, au débouché de l'avenue Winston-Churchill. Sa forme et son tracé sont contraints par la résidence Jean-Gilles, qu'elle dessert. Dans sa première partie, longue de 98 mètres et orientée à l'est, elle longe à droite l'immeuble Jean-Gilles I (actuels no 2-10) et à gauche le parc Raymond-Maury. Dans sa deuxième partie, longue de 85 mètres, elle oblique au nord pour longer l'immeuble Jean-Gilles II (actuels no 12-22) et une vaste aire de stationnement. Au niveau du groupe scolaire Didier-Daurat, elle oblique, une nouvelle fois, à l'est et, après reçu la rue Raymonde-Vié-Lamouille, elle se termine au carrefour du cheminement Edgard-Varèse, face à la résidence du même nom (actuels no 1-9 cheminement Edgard-Varèse).
La chaussée compte une voie de circulation automobile en double-sens. Elle appartient à une zone 30 et la vitesse y est limitée à 30 km/h. Il n'existe pas de bande, ni de piste cyclable, quoiqu'elle soit à double-sens cyclable sur toute sa longueur.

### Voies rencontrées
La rue Jean-Gilles rencontre les voies suivantes, dans l'ordre des numéros croissants (« g » indique que la rue se situe à gauche, « d » à droite) :
1. Rue Daniel-Faucher (g)
2. Avenue Winston-Churchill (d)
3. Rue Raymonde-Vié-Lamouille (d)
4. Cheminement Edgard-Varèse

## Odonymie
En 1971, la rue est nommée en hommage à Jean Gilles (1668-1705). Né à Tarascon, il étudie de musique à la maîtrise de la cathédrale d'Aix-en-Provence, où il devient par la suite le maître de musique. Il occupe ensuite la même fonction à la maîtrise d'Agde et enfin à la maîtrise de Toulouse. Plusieurs voies du quartier de Reynerie, également tracées et aménagées entre 1964 et 1972, portent d'ailleurs des noms de musiciens et de compositeurs français – cheminement André-Messager, cheminement Christophe-Gluck, cheminement Edgard-Varèse, rue Erik-Satie, cheminement Francis-Poulenc, cheminement Jean-Wiéner, cheminement Louis-Auriacombe, cheminement Robert-Cambert et cheminement Vincent-d'Indy.

## Patrimoine et lieux d'intérêt

### École élémentaire Didier-Daurat
Le premier groupe scolaire Didier-Daurat est construit au cœur du quartier de Reynerie, rue de Kyiv (ancien no 1, emplacement de l'actuelle place Conchita-Grangé-Ramos), mais il est fermé, déplacé sur un site provisoire équipé de constructions modulaires, et finalement démoli en 2010.
Le nouveau groupe scolaire Didier-Daurat est construit entre 2010 et 2011 à l'emplacement de l'immeuble Midifac, une résidence de 463 logements étudiants construite en 1975 par les architectes de l'Atelier 4 – Robert Fort, Francis P. Castaings, Joseph-Henri Colzani, Segundo Gonzales et Jean-Loup Fort – et démolie en 2001. Il occupe une vaste parcelle de 5 300 m2 accessible par la rue Jean-Gilles au sud et l'avenue de Tabar au nord. Elle est endommagée par un incendie criminel en 2015.

### Immeubles
- no  2-10 et 12-22 : immeubles Jean-Gilles I et II. 
Les immeubles Jean-Gilles I et Jean-Gilles II sont construits entre 1968 et 1971 pour le compte de la société H.L.M. Languedocienne, qui fait appel à l'Association paritaire des architectes (A.P.A.) composée des architectes Bernard Bachelot, Arnaud Bernardot, Pierre Génard, Pierre et Paul Glénat, Jean-Pierre Pierron, Bernard Valette et Jacques Villemur. Les deux immeubles sont disposés perpendiculairement l'un par rapport à l'autre. Ils étaient reliés par l'immeuble Grand-Varèse, construit en 1966 par la même équipe d'architecte pour le compte de la société des Chalets, et démoli en 2006[13]. L'immeuble Jean-Gilles II était quant à lui prolongé au nord par l'immeuble Midifac, une résidence de 463 logements étudiants construite en 1975 par les architectes de l'Atelier 4 – Robert Fort, Francis P. Castaings, Joseph-Henri Colzani, Segundo Gonzales et Jean-Loup Fort – et démolie en 2001.
Les deux immeubles Jean-Gilles I et II possèdent une ossature en béton et s'élèvent sur onze étages. Il comptent ensemble 238 logements de tailles différentes, allant du T3 au T6, et traversants – les T6, au 5e étage, étant en duplex[14].